# 웃는 남자 (2012년 영화)
웃는 남자(L'Homme qui rit)는 2012년 공개된 프랑스의 영화이다. 빅토르 위고의 동명의 소설을 원작으로 하고 있다.

## 줄거리
17세기 유럽에서 우르수스(제라르 드파르디외)가 살고 있는 집에 고아 두명이 찾아온다. 우르수스는 유랑극단의 공연자로, 입이 찢어진 그윈플렌을 보고 놀라지만 그와 눈이 보이지 않는 데아를 받아들인다. 그윈플렌은 찢어진 입으로 최고의 광대로 성장하게 되고, 그의 공연은 유럽 전역에서 대성황을 이루지만 그 소식을 듣고 어린 시절 자신의 입을 찢은 누군가가 공연장을 찾아온다.

## 배역
- 우르수스 역 : 제라르 드파르디외
- 그윈플렌 역 : 마크 앙드레 그롱당
- 데아 역 : 크리스타 테레
- 여공작 역 : 엠마누엘 자이그너